# Georges Castellan
Georges Castellan (* 26. September 1920 in Cannes; † 24. Februar 2014 in Paris) war ein französischer Publizist und Historiker, der sich vor allem mit der Geschichte Mittel-, Ost- und Südosteuropas im 19. sowie 20. Jahrhundert und insbesondere mit der DDR befasste.

## Leben
Während des Zweiten Weltkriegs musste Georges Castellan sein Geschichtsstudium von 1943 bis 1945 unterbrechen, da er als Zwangsarbeiter nach Deutschland (zunächst Dresden, dann Rostock) eingezogen wurde. Nach der Befreiung bestand er die Agrégation (Lehrbefugnis für höhere Schulen) in Geschichte und promovierte 1952 mit einer Arbeit über die geheime Aufrüstung des Deutschen Reichs von 1930 bis 1935, für die er Archivalien des französischen Militärgeheimdienstes Deuxième Bureau auswertete. 
1955 gab Castellan das erste französischsprachige Kompendium über die DDR heraus. Aufgrund seiner Expertise für Deutschland wurde er 1956 Chefredakteur der Zeitschrift Allemagne d’aujourd’hui. Castellan publizierte 1961 den Band über die DDR in der Reihe Que sais-je ?, der bis 1987 in sieben jeweils aktualisierten Auflagen erschien und das französische DDR-Bild maßgeblich prägte (der Band von Alfred Grosser über die Bundesrepublik erschien erst 1963).
Von 1960 bis 1989 war Castellan Präsidiumsmitglied, in den 1980er-Jahren auch Vorstandssprecher des Freundschaftsvereins Échanges franco-allemandes (EFA), der den Austausch zwischen Frankreich und der DDR förderte. 1978 wurde er auf den neu eingerichteten Lehrstuhl für „Zivilisation Mittel- und Südosteuropas“ am Institut national des langues et civilisations orientales (INALCO) berufen. Bis zu seiner Emeritierung 1991 war Castellan Professor an der Universität Paris III (Sorbonne Nouvelle).
Nach seinem Tod in Paris wurde Castellan am 3. März 2014 im südfranzösischen Vence begraben.

## Auszeichnungen
- Ehrendoktor der Humboldt-Universität zu Berlin, 30. März 1973[5]